# Departamento de Aguascalientes
Aguascalientes fue un departamento del Segundo Imperio Mexicano (1865-1867), ubicado en los actuales estados de Aguascalientes, Jalisco (Altos de Jalisco) y Zacatecas en el centro de México. 
Fue establecido por un decreto imperial el 3 de marzo de 1865, que especificaba:

Departamento de Aguascalientes. Limita al norte con los departamentos de Potosí y Zacatecas, sirviendo como límites los anteriormente reconocidos entre los extintos [estados] de Aguascalientes y Zacatecas, y entre los de Jalisco, San Luis Potosí y Zacatecas. Al este con el departamento de Guanajuato, dentro de los límites que se le fijan, hacia el oeste. Al sur con los departamentos de Tancítaro, Coalcomán y Jalisco, de los cuales está separado por el río Lerma, hasta su desembocadura en el lago Chapala, su orilla y el río Grande o Tololotlán, desde su salida del lago hasta el río Juchipila se encuentra con él. Al oeste con el departamento de Zacatecas, sirviendo como línea divisoria la corriente del río Juchipila, desde el norte del poblado de Tabasco hasta su encuentro con el río Grande o Tololotlán.

El departamento de Aguascalientes fue uno de los cincuenta departamentos del Segundo Imperio Mexicano, y fue administrado por el prefecto Francisco R. de Esparza. La población del departamento en el año 1865 era de 433 151, lo que significa que era el cuarto departamento más poblado detrás de Puebla (3º), Valle de México (2º) y Guanajuato (1º).